# Liste der Kulturgüter in La Chaux-de-Fonds
Die Liste der Kulturgüter in La Chaux-de-Fonds enthält alle Objekte in der Gemeinde La Chaux-de-Fonds im Kanton Neuenburg, die gemäss der Haager Konvention zum Schutz von Kulturgut bei bewaffneten Konflikten, dem Bundesgesetz vom 20. Juni 2014 über den Schutz der Kulturgüter bei bewaffneten Konflikten sowie der Verordnung vom 29. Oktober 2014 über den Schutz der Kulturgüter bei bewaffneten Konflikten unter Schutz stehen.
Objekte der Kategorien A und B sind vollständig in der Liste enthalten, Objekte der Kategorie C fehlen zurzeit (Stand: 1. Januar 2023).

## Kulturgüter
| Foto | | Objekt | Kat. | Typ | Standort                                                              | Beschreibung |
| ---- | --- | --- | ---- | --- | --------------------------------------------------------------------- | --- |
| ja   | Datei hochladen · Wikidata zu Ancien Manège (Q29522794)                                                                                       | Ehemalige Manège (Kollektives Arbeiterwohnhaus seit 1868) / Ancien Manège (habitation collective ouvrière depuis 1868) KGS-Nr.: 03951                                                                                   | A    | G   | Rue du Manège 17, 19 553974 / 216792                                  | Die Ancien Manège diente einst der Unterbringung von Pferden. |
| ja   | Datei hochladen | Internationales Uhrenmuseum (Gebäude) / Musée international d’horlogerie (bâtiment) KGS-Nr.: 03954 | A    | G   | Rue des Musées 29 / Rue de la Loge 11 553869 / 216771                 | |
| ja   | Datei hochladen · Wikidata zu Théâtre de La Chaux-de-Fonds (Q29522896)                                                                        | Theater und Musiksaal / Théâtre et salle de musique KGS-Nr.: 03955 | A    | G   | Avenue Léopold-Robert 27, 29 553692 / 216927                          | |
| ja   | Datei hochladen · Wikidata zu Villa Schwob (Q7930495)                                                                                         | Villa Anatole Schwob KGS-Nr.: 03956 | A    | G   | Rue du Doubs 167 552813 / 216700                                      | |
| ja   | Datei hochladen · Wikidata zu Schlachthaus (Q29522778)                                                                                        | Schlachthaus / Abattoirs KGS-Nr.: 03957 | A    | G   | Rue du Commerce 120a, 122, 123, 124, 126 552640 / 215783              | |
| ja   | Datei hochladen · Wikidata zu Krematorium La Chaux-de-Fonds (Q29522822)                                                                       | Krematorium und Friedhof / Crématoire et cimetière KGS-Nr.: 03960 | A    | G   | Rue de la Charrière 106 554636 / 218241                               | |
| ja   | Datei hochladen · Wikidata zu Villa Fallet (Q7930318)                                                                                         | Villa Fallet KGS-Nr.: 03961 | A    | G   | Chemin de Pouillerel 1 552790 / 217305                                | |
| ja   | Datei hochladen · Wikidata zu Grosser Brunnen (Q29522858)                                                                                     | Grande Fontaine / Grosser Brunnen KGS-Nr.: 03965 | A    | K   | Avenue Léopold-Robert 553838 / 217063                                 | |
| ja   | Datei hochladen · Wikidata zu Kunstmuseum La Chaux-de-Fonds (Q3330204)                                                                        | Kunstmuseum (Gebäude) / Musée des Beaux-Arts (bâtiment) KGS-Nr.: 03974 | A    | G   | Rue des Musées 33 553753 / 216786                                     | |
| ja   | Datei hochladen · Wikidata zu Bauernhof Brandt (Q29522841)                                                                                    | Bauernhof der Brandt / Ferme des Brandt KGS-Nr.: 03978 | A    | G   | Les Petites-Corsettes 6 555129 / 217364                               | |
| ja   | Datei hochladen · Wikidata zu Synagoge La Chaux-de-Fonds (Q29522888)                                                                          | Synagoge / Synagogue KGS-Nr.: 03980 | A    | G   | Rue du Parc 63 553364 / 216817                                        | |
| ja   | Datei hochladen · Wikidata zu Villa Gallet (Q29522929)                                                                                        | Villa Gallet mit Garten / Villa Gallet avec jardin KGS-Nr.: 03982 | A    | G   | Rue David-Pierre-Bourquin 55 553621 / 216391                          | |
| ja   | Datei hochladen · Wikidata zu Kunstmuseum (Sammlung) (Q56220934)                                                                              | Kunstmuseum (Sammlung) / Musée des Beaux-Arts (collection) KGS-Nr.: 08670 | A    | S   | Rue des Musées 33 553749 / 216780                                     | |
| ja   | Datei hochladen · Wikidata zu Internationales Uhrenmuseum "L'homme et le temps" (Q683489)                                                     | Internationales Uhrenmuseum (Sammlung) / Musée international d’horlogerie (collection) KGS-Nr.: 08671 | A    | S   | Rue des Musées 29 / Rue de la Loge 11 553868 / 216770                 | |
| ja   | Datei hochladen · Wikidata zu Naturhistorisches Museum (Q27482062)                                                                            | Muzoo (Naturhistorisches Museum) / Muzoo (Musée d'histoire naturelle) KGS-Nr.: 08766 | A    | S   | Replat du Dahu 1 553346 / 217363                                      | |
| ja   | Datei hochladen · Wikidata zu Bibliothèque de la Ville de La Chaux-de-Fonds, Département audiovisuel (Q29522809)                              | Stadtbibliothek (Sammlung) / Bibliothèque de la ville (collection) KGS-Nr.: 08845 | A    | S   | Rue du Progrès 33 553518 / 217202                                     | |
| ja   | Datei hochladen · Wikidata zu Loge l’Amitié (Q29522868)                                                                                       | Loge l’Amitié KGS-Nr.: 09793 | A    | G   | Rue de la Loge 8 553853 / 216856                                      | |
| ja   | Datei hochladen · Wikidata zu Villa Jaquemet (Q29522938)                                                                                      | Villa Jaquemet KGS-Nr.: 09794 | A    | G   | Chemin de Pouillerel 8 552713 / 217303                                | |
| ja   | Datei hochladen · Wikidata zu Maison Blanche (Q3277871)                                                                                       | Maison Blanche KGS-Nr.: 09795 | A    | G   | Chemin de Pouillerel 12 552714 / 217435                               | Auch bekannt als Maison Blanche |
| ja   | Datei hochladen · Wikidata zu Villa Stotzer (Q29522950)                                                                                       | Villa Stotzer KGS-Nr.: 09799 | A    | G   | Chemin de Pouillerel 6 552672 / 217250                                | |
| ja   | Datei hochladen · Wikidata zu Bauernhof Les Crêtets (Q3330755)                                                                                | Bauernhof Les Crêtets / Ferme des Crêtets KGS-Nr.: 09802 | A    | G   | Rue des Crêtets 148 552500 / 215575                                   | |
| ja   | Datei hochladen · Wikidata zu Bauernhof Haute Fie, Quadratisches Haus (Q29522851)                                                             | Bauernhof Haute Fie / Ferme Haute Fie KGS-Nr.: 09803 | A    | G   | Le Valanvron 9 557161 / 221093                                        | |
| BW   | Datei hochladen · Wikidata zu Domaine des Arbres (Q29522833)                                                                                  | Domaine des Arbres KGS-Nr.: 09804 | A    | G   | Rue Moïse-Perret-Gentil 37 / Rue Sophie-Mairet 26, 28 553990 / 218097 | |
| ja   | Datei hochladen · Wikidata zu Ehemalige Fabrik Spillmann SA (Q29522879)                                                                       | Ehemalige Fabrik Spillmann SA / Ancienne fabrique Spillmann SA KGS-Nr.: 10113 | A    | G   | Rue du Doubs 32 / Rue du Nord 49, 51 553606 / 217495                  | |
| ja   | Datei hochladen · Wikidata zu Elektrizitätswerk (Q29522903)                                                                                   | Elektrizitätswerk / Usine électrique KGS-Nr.: 11623 | A    | G   | Rue Numa-Droz 174 552570 / 216301                                     | |
| BW   | Datei hochladen · Wikidata zu Club 44 und Cercle de l'Union (Q29785926)                                                                       | Club 44 und Cercle de l'Union / Club 44 et Cercle de l'Union KGS-Nr.: 11935 | A    | G   | Rue de la Serre 64 553327 / 216753                                    | |
| BW   | Datei hochladen · Wikidata zu Sammlung industrieller Kunst und Altbestände der Schule für angewandte Kunst von La Chaux-de-Fonds (Q131445620) | Sammlung industrieller Kunst und Altbestände der Schule für angewandte Kunst von La Chaux-de-Fonds / Collection d’arts industriels et les fonds anciens de l’école d’arts appliqués de La Chaux-de-Fonds KGS-Nr.: 14949 | A    | S   | Rue de la Paix 60 553281 / 216880                                     | |
| BW   | Datei hochladen · Wikidata zu Ehemalige Fabrik der Bijouterie Bonnet mit benachbartem Gebäude und Villa (Q131441806)                          | Ehemalige Fabrik der Bijouterie Bonnet mit benachbartem Gebäude und Villa / Ancienne fabrique de bijouterie Bonnet avec bâtiment adjassent et villa KGS-Nr.: 16429                                                      | A    | G   | Rue Numa-Droz 141, 143 / Rue de la Paix 106 552937 / 216587           | |
| BW   | Datei hochladen · Wikidata zu Numaga-Gebäude (133 Wohnungen) (Q131445466)                                                                     | Immeubles Numaga (133 logements) / Numaga-Gebäude (133 Wohnungen) KGS-Nr.: 16430 | A    | G   | Rue Numa-Droz 196, 198, 198a, 200, 202, 204, 206, 208 552419 / 216222 | |
| ja   | Datei hochladen · Wikidata zu Grotte du Bichon (Q29785936)                                                                                    | Grotte du Bichon, site paléolithique KGS-Nr.: 03953 | B    | F   | Les Côtes-du-Doubs 555224 / 222475                                    | |
| ja   | Datei hochladen · Wikidata zu Ehemaliges Spital und ehemaliges Ateliers d’Art Réunis (Q29785923)                                              | Ehemaliges Spital und ehemaliges Ateliers d’Art Réunis / Ancien hôpital et anciens Ateliers d’Art Réunis KGS-Nr.: 03958                                                                                                 | B    | G   | Rue du Progrès 35 553475 / 217150                                     | |
| ja   | Datei hochladen · Wikidata zu Stadtbibliothek La Chaux-de-Fonds (Q29785925)                                                                   | Stadtbibliothek (Gebäude) / Bibliothèque de la ville (bâtiment) KGS-Nr.: 03959 | B    | G   | Rue du Progrès 33 553520 / 217216                                     | |
| ja   | Datei hochladen · Wikidata zu Ehemalige Fabrik Eberhard und Maison de l’Aigle (Q29785928)                                                     | Ehemalige Fabrik Eberhard und Maison de l’Aigle / Ancienne fabrique Eberhard et Maison de l’Aigle KGS-Nr.: 03963 | B    | G   | Avenue Léopold-Robert 73 553274 / 216550                              | |
| ja   | Datei hochladen · Wikidata zu La Chaux-de-Fonds (Q3096773)                                                                                    | Bahnhof / Gare KGS-Nr.: 03966 | B    | G   | Place de la Gare 6, 6a, 6a.1 553419 / 216580                          | |
| ja   | Datei hochladen · Wikidata zu Ehemaliges Warenhaus Grosch & Greiff, dann Au Printemps (Q29785931)                                             | Ehemaliges Warenhaus Grosch & Greiff, dann Au Printemps / Ancien grand magasin Grosch & Greiff, puis Au Printemps KGS-Nr.: 03967                                                                                        | B    | G   | Avenue Léopold-Robert 56, 56b 553483 / 216809                         | |
| ja   | Datei hochladen · Wikidata zu Grand-Temple (Q29785933)                                                                                        | Grand Temple KGS-Nr.: 03968 | B    | G   | Rue du Pont 1 554019 / 217181                                         | |
| BW   | Datei hochladen · Wikidata zu Bauernhof der Grand’mère Sandoz (Q29785938)                                                                     | Bauernhof der Grand’mère Sandoz / Ferme de la Grand’mère Sandoz KGS-Nr.: 03969 | B    | G   | Le Bas-Monsieur 7 557253 / 219358                                     | |
| BW   | Datei hochladen · Wikidata zu Bauernhof Le David Favre (Q29785940)                                                                            | Bauernhof Le David Favre / Ferme Le David Favre KGS-Nr.: 03971 | B    | G   | Chemin de la Combeta 18 552726 / 214646                               | |
| BW   | Datei hochladen · Wikidata zu Ehemalige Mühle Perret-Gentil (Q29785941)                                                                       | Bikini Test, ehemalige Mühle Perret-Gentil / Bikini Test, anciens moulins Perret-Gentil KGS-Nr.: 03973 | B    | G   | La Joux-Perret 3 554990 / 218177                                      | |
| ja   | Datei hochladen · Wikidata zu Historisches Museum (Gebäude) (Q29785943)                                                                       | Historisches Museum (Gebäude) / Musée d’histoire (bâtiment) KGS-Nr.: 03976 | B    | G   | Rue des Musées 31 553841 / 216810                                     | |
| ja   | Datei hochladen · Wikidata zu Musikpavillon im Parc des Crêtets (Q29785945)                                                                   | Pavillon de musique dans le Parc des Crêtets KGS-Nr.: 03977 | B    | G   | Rue Jacob-Brandt 29 553425 / 216376                                   | |
| BW   | Datei hochladen · Wikidata zu Brunnen auf dem Place du Bois (Q29785930)                                                                       | Brunnen auf dem Place du Bois / Fontaine à la Place du Bois KGS-Nr.: 03979 | B    | K   | Place du Bois 554024 / 217396                                         | |
| ja   | Datei hochladen · Wikidata zu Deutsche Kirche (Q29785946)                                                                                     | Deutsche Kirche / Temple Allemand KGS-Nr.: 03981 | B    | G   | Rue du Progrès 12 553693 / 217464                                     | |
| ja   | Datei hochladen · Wikidata zu Historisches Museum (Sammlung) (Q131446513)                                                                     | Historisches Museum (Sammlung) / Musée d’histoire (collection) KGS-Nr.: 08751 | B    | S   | Rue des Musées 31 553841 / 216810                                     | |
| BW   | Datei hochladen · Wikidata zu Bauern- und Handwerksmuseum (Q131446555)                                                                        | Bauern- und Handwerksmuseum / Musée paysan et artisanal KGS-Nr.: 10667 | B    | S   | Rue des Crêtets 148 552500 / 215575                                   | |
| BW   | Datei hochladen · Wikidata zu Reformierte Kirche Saint-Jean (Q131446581)                                                                      | Reformierte Kirche Saint-Jean / Temple Saint-Jean KGS-Nr.: 16444 | B    | G   | Rue de l’Helvétie 1 553262 / 215855                                   | |
| ja   | Datei hochladen · Wikidata zu Kino La Scala (Q131449587)                                                                                      | Kino La Scala / Cinéma La Scala KGS-Nr.: 16445 | B    | G   | Rue de la Serre 52 553448 / 216862                                    | Foto von Rückseite, weil Vorderseite nach Brand neu gebaut. Werk von Le Corbusier, 1916, siehe https://www.fondationlecorbusier.fr/oeuvre-architecture/realisations-cinema-la-scala-la-chaux-de-fonds-suisse-1916/ |
| BW   | Datei hochladen · Wikidata zu Building 54 (Q131450204)                                                                                        | Building 54 KGS-Nr.: 16446 | B    | G   | Rue du Bois-Noir 15, 17, 19, 21, 23 552254 / 216156                   | |
| BW   | Datei hochladen · Wikidata zu Universo 3, Fabrik mit drei Türmen (Q124044260)                                                                 | Universo 3, Fabrik mit drei Türmen / Universo 3, fabrique des trois tours KGS-Nr.: 16447 | B    | G   | Rue du Locle 28, 30, 32 552364 / 215850                               | |
| ja   | Datei hochladen · Wikidata zu Stadtarchiv (Q131450957)                                                                                        | Stadtarchiv / Archives de la ville KGS-Nr.: 17485 | B    | S   | Rue du Progrès 33 553160 / 217217                                     | |